# Stuor Vuonas
Stuor Vuonas är en sjö i Kiruna kommun i Lappland och ingår i Torneälvens huvudavrinningsområde. Sjön har en area på 0,749 kvadratkilometer och ligger 532 meter över havet. Stuor Vuonas ligger i Rautas fjällurskog Natura 2000-område. Sjön avvattnas av vattendraget Tiansbäcken.

## Delavrinningsområde
Stuor Vuonas ingår i det delavrinningsområde (753783-166986) som SMHI kallar för Utloppet av Stuor Vuonas. Medelhöjden är 551 meter över havet och ytan är 3,82 kvadratkilometer. Räknas de 4 avrinningsområdena uppströms in blir den ackumulerade arean 81,8 kvadratkilometer. Tiansbäcken som avvattnar avrinningsområdet har biflödesordning 3, vilket innebär att vattnet flödar genom totalt 3 vattendrag innan det når havet efter 425 kilometer. Avrinningsområdet består mestadels av skog (42 procent), öppen mark (21 procent) och sankmarker (15 procent). Avrinningsområdet har 0,75 kvadratkilometer vattenytor vilket ger det en sjöprocent på 19,6 procent.